# Ljubačevo
Ljubačevo je naselje v mestu Banjaluka, Bosna in Hercegovina. 

## Deli naselja
Berići, Čeke, Ćulumi, Eraci, Glamoč Mala, Glavići, Grabež Mala, Gugunovići, Kovačevići, Ljubačevo, Obradovići, Poljice, Popadići, Todorići, Vranješ Mala, Vranješi in Vujasini.

## Prebivalstvo
| Pregled števila prebivalcev po letih | Pregled števila prebivalcev po letih | Pregled števila prebivalcev po letih | Pregled števila prebivalcev po letih | Pregled števila prebivalcev po letih | Pregled števila prebivalcev po letih |
| ------------------------------------ | ------------------------------------ | ------------------------------------ | ------------------------------------ | ------------------------------------ | ------------------------------------ |
| 1948                                 | 1953                                 | 1961                                 | 1971                                 | 1981                                 | 1991                                 |
| -                                    | -                                    | 881                                  | 818                                  | 746                                  | 663                                  |

| Narodna sestava prebivalstva po letih                                                                                      | Narodna sestava prebivalstva po letih                                                                                       | Narodna sestava prebivalstva po letih                                                                                      |
| --- | --- | --- |
| 1971 | 1981 | 1991 |
| . skupaj: 818 Srbi 809 (98,89 %) Hrvati 0 (0,00 %) Muslimani 0 (0,00 %) Jugoslovani 7 (0,85 %) drugi in neznano 2 (0,24 %) | . skupaj: 746 Srbi 731 (97,98 %) Hrvati 0 (0,00 %) Muslimani 0 (0,00 %) Jugoslovani 11 (1,47 %) drugi in neznano 4 (0,53 %) | . skupaj: 663 Srbi 652 (98,34 %) Hrvati 2 (0,30 %) Muslimani 0 (0,00 %) Jugoslovani 6 (0,90 %) drugi in neznano 3 (0,45 %) |